# Louslitges
Louslitges – miejscowość i gmina we Francji, w regionie Oksytania, w departamencie Gers.
Według danych na rok 1990 gminę zamieszkiwało 87 osób, a gęstość zaludnienia wynosiła 7 osób/km² (wśród 3020 gmin regionu Midi-Pireneje Louslitges plasuje się na 976. miejscu pod względem liczby ludności, natomiast pod względem powierzchni na miejscu 921.).